# Хулубешть (Ботошань)
Хулубешть, Хулубешті (рум. Hulubești) — село у повіті Ботошані в Румунії. Входить до складу комуни Помирла.
Село розташоване на відстані 401 км на північ від Бухареста, 41 км на північний захід від Ботошань, 135 км на північний захід від Ясс.

## Населення
За даними перепису населення 2002 року у селі проживали 226 осіб, усі — румуни. Усі жителі села рідною мовою назвали румунську.